# کوهوکو، ساگا
کوهوکو، ساگا (به لاتین: Kōhoku, Saga) یک شهر در ژاپن است که در استان ساگا واقع شده‌است.

## خصوصیات
کوهوکو ۹٬۵۴۴ نفر جمعیت دارد.